# Colocleora polyplanes
Colocleora polyplanes là một loài bướm đêm trong họ Geometridae.